# Північний Андаман
Півні́чний Андама́н (англ. North Andaman Island), або Півні́чно-Андама́нський о́стрів — острів у складі Андаманських островів. Розташований на півночі острівної групи Великий Андаман, між Бенгальською затокою і Андаманським морем. Належить до району Північний і Середній Андаман, складової індійської союзної території Андаманські і Нікобарські острови. Площа — 1317 км2; довжина — 80 км, ширина — 26 км. Протяжність берегової лінії — 366 км. Найвища точка — 732  м (Сідлова вершина, англ. Saddle Peak). Населення — 42541 особа (2011); густота населення — 32,3 осіб / км2. Батьківщина мисливців-збирачів андаманців. Основні мови — гінді, андаманські мови. Найбільший населений пункт — Дігліпур. Постраждав від землетрусу в Індійському океані 2004 року.